# Парагуари (департамент)
Парагуари (на испански: Paraguarí) е един от 17-те департамента на южноамериканската държава Парагвай. Намира се в южната част на страната. Площта му е 8705 квадратни километра, а населението – 258 957 души (по изчисления за юли 2020 г.).

## Райони
Парагуари е разделен на 17 района, някои от тях са:
1. Карапегуа
2. Ла Колмена
3. Парагуари